# Sepp Kusstatscher
Sepp Kusstatscher (ur. 17 marca 1947 w Villanders) – włoski polityk i nauczyciel, eurodeputowany w latach 2004–2009.

## Życiorys
Studiował filozofię, teologię i pedagogikę na uczelniach wyższych w Brixen, Innsbrucku i Klagenfurt am Wörthersee. Przez kilkanaście lat pracował w szkolnictwie na różnych stanowiskach.
Karierę polityczną rozpoczął w ramach regionalnej Południowotyrolskiej Partii Ludowej (SVP). Od 1973 do 1974 pełnił funkcję przewodniczącego południowotyrolskiej organizacji studenckiej. Następnie do 1985 był burmistrzem rodzinnego Villandro. Przez blisko dwadzieścia lat kierował miejskim komitetem ds. edukacji. Był radnym prowincji Tyrol Południowy i radnym regionalnym. Po opuszczeniu SVP zaangażował się w działalność regionalnego ugrupowania zielonych w Trydencie-Górnej Adydze.
W 2004 z ramienia Federacji Zielonych został wybrany do Parlamentu Europejskiego z listy włoskich zielonych. Należał do Grupy Zielonych – Wolny Sojusz Europejski. Pracował w Komisji Zatrudnienia i Spraw Socjalnych oraz w Komisji Transportu i Turystyki. W PE zasiadał do 2009.